# Hallstadt
A nu se confunda cu Hallstatt, localitate din Austria!
Hallstadt este un oraș din districtul Bamberg, regiunea administrativă Franconia Superioară, landul Bavaria, Germania. 

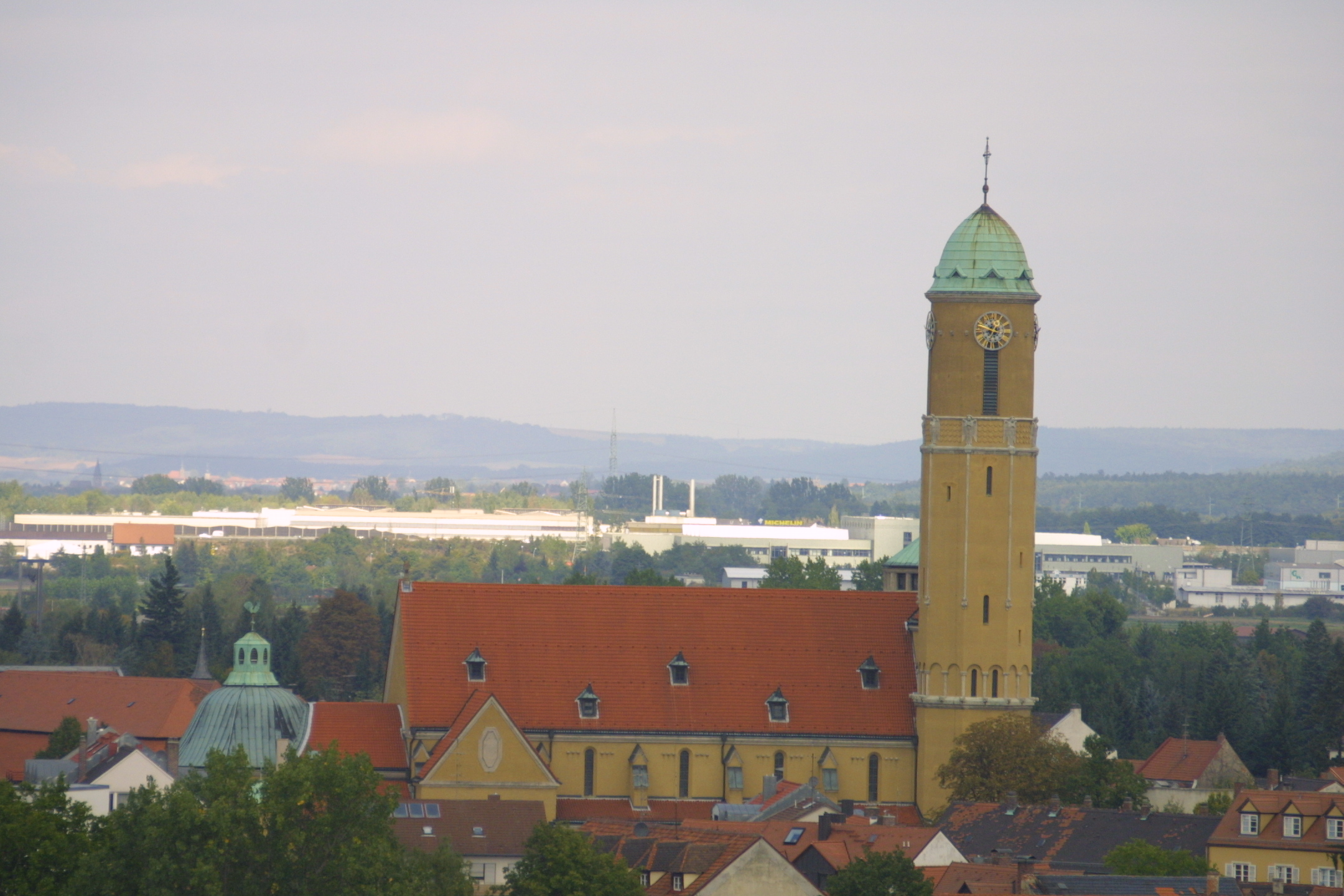
Hallstadt
(Biserica „Ottokirche”)